# Chris Ramsey
Christopher Leroy Ramsey, detto Chris (Birmingham, 28 aprile 1962), è un allenatore di calcio ed ex calciatore inglese, di ruolo difensore, direttore tecnico e vice allenatore del Queens Park Rangers.

## Carriera
Muove i suoi primi passi da allenatore nel Naxxar Lions, ricoprendo il ruolo di allenatore-giocatore. Nel 1998 diventa il commissario tecnico della Nazionale Under-20 inglese. Partecipa al Mondiale Under-20 svolto in Nigeria, dove la selezione inglese viene eliminata nella fase a gironi. Nel 2000 prende parte all'Europeo Under-16 disputato in Israele in qualità di vice allenatore. Nel corso del suo operato con la federazione inglese, ha anche ricoperto il ruolo di osservatore. Terminato il rapporto con la Football Association, viene nominato vice allenatore del Luton Town. Nel 2001 passa sulla panchina del Charleston Battery, società americana militante nella USL. Rescisso il contratto con il Charleston, nel 2004 entra nello staff del Tottenham, in qualità di direttore del settore giovanile della società.
Il 13 marzo 2013 viene nominato vice allenatore - alle spalle di Peter Taylor - della rappresentativa inglese che prenderà parte al Mondiale Under-20, svoltosi in Turchia. La squadra verrà poi eliminata nella fase a gironi. Il 23 dicembre 2013 passa alla guida degli Spurs alle spalle di Tim Sherwood. Il 19 giugno 2014 lascia l'incarico. Il 27 agosto 2014 passa sulla panchina della Nazionale Under-17 inglese. Ricoprirà il ruolo di vice allenatore alle spalle di John Peacock.
Il 1º novembre 2014 viene nominato direttore del settore giovanile del QPR. Il 3 febbraio 2015, in seguito alle dimissioni di Harry Redknapp, viene nominato allenatore ad interim della prima squadra. Il 10 maggio seguente il QPR retrocede in Championship, tuttavia Ramsey viene riconfermato sulla panchina degli Hoops anche per la stagione successiva. Il 19 maggio rinnova il proprio contratto fino al 2018. Il 4 novembre 2015 viene sollevato dall'incarico. Ancora sotto contratto con gli Hoops, il 5 gennaio 2016 viene nominato direttore tecnico della società.

## Palmarès

### Giocatore

#### Competizioni nazionali
- Fourth Division: 1

Swindon Town: 1985-1986

### Allenatore

#### Competizioni nazionali
- USL First Division: 1

Charleston Battery: 2003